# Championnats des États-Unis d'athlétisme 2017
Navigation
Championnats 2016 Championnats 2018
Les championnats des États-Unis d'athlétisme 2017 ont lieu du 22 au 25 juin 2017 à l'Hornet Stadium de Sacramento, en Californie. La compétition détermine les champions d'athlétisme séniors et juniors des États-Unis.

## Programme
| Finales | 22 juin                                                    | 23 juin                                          | 24 juin                                                                                                | 25 juin |
| ------- | ---------------------------------------------------------- | ------------------------------------------------ | --- | --- |
| Hommes  | Décathlon (1er jour), lancer du marteau, 10 000 m          | Décathlon (2e jour), 100 m, triple saut, 5 000 m | Lancer du javelot, saut à la perche, lancer du disque, 400 m, 1 500 m                                  | 20 km marche, lancer du poids, saut en longueur, saut en hauteur, 800 m, 400 m haies, 3 000 m steeple, 200 m, 110 m haies |
| Femmes  | Triple saut, lancer du disque, lancer du javelot, 10 000 m | 100 m, saut en hauteur, 5 000 m                  | Heptathlon (1er jour), lancer du poids, saut en longueur, 3 000 m steeple, 400 m, 1 500 m, 100 m haies | 20 km marche, lancer du marteau, saut à la perche, heptathlon (2e jour), 400 m haies, 800 m, 200 m                        |

## Enjeux
La compétition consacre les meilleurs athlètes américains sur piste extérieure, mais sert également de sélection pour les championnats du monde 2017 se déroulant du 5 au 13 août 2017 à Londres, au Royaume-Uni. Les trois meilleurs athlètes de chaque épreuve se qualifient pour les mondiaux à condition de réaliser les minima de qualification (entry standards) décidés par l'IAAF. Plusieurs athlètes américains, dont la plupart participent à ces championnats nationaux, sont qualifiés d'office pour les championnats du monde en bénéficiant d'une wild card de la part des organisateurs du fait de leur statut de tenant du titre. Il s'agît chez les hommes de Christian Taylor (triple saut) et Joe Kovacs (lancer du poids), et chez les femmes de Tianna Bartoletta (saut en longueur) et Allyson Felix (400 m). Par ailleurs, en l'absence d'un champion du monde en titre américain, les vainqueurs de chaque épreuve de la Ligue de diamant 2016 bénéficient également d'une invitation pour les mondiaux 2017. Sont concernés : LaShawn Merritt (400 m), Kerron Clement (400 m haies), Erik Kynard (saut en hauteur), Christian Taylor (triple saut), Kendra Harrison (100 m haies) et Cassandra Tate (400 m haies).

## Résultats

### Hommes
| Épreuves                     | Or                                  | Argent                             | Bronze                       |
| 100 m Vent : - 0,7 m/s       | Justin Gatlin 9 s 95                | Christian Coleman 9 s 98           | Christopher Belcher 10 s 06  |
| 200 m Vent : - 2,3 m/s       | Ameer Webb 20 s 09                  | Christian Coleman 20 s 10          | Elijah Hall-Thompson 20 s 21 |
| 400 m                        | Fred Kerley 44 s 03                 | Gil Roberts 44 s 22                | Wil London 44 s 47           |
| 800 m                        | Donavan Brazier 1 min 44 s 14       | Isaiah Harris 1 min 44 s 53        | Drew Windle 1 min 44 s 95    |
| 1 500 m                      | Robby Andrews 3 min 43 s 29         | Matthew Centrowitz 3 min 43 s 41   | John Gregorek 3 min 43 s 99  |
| 5 000 m                      | Paul Chelimo 13 min 8 s 62 (CR)     | Eric Jenkins 13 min 15 s 74        | Ryan Hill 13 min 16 s 99     |
| 10 000 m                     | Hassan Mead 29 min 1 s 44           | Shadrack Kipchirchir 29 min 1 s 68 | Leonard Korir 29 min 2 s 64  |
| 3 000 m steeple              | Evan Jager 8 min 16 s 88            | Stanley Kebenei 8 min 18 s 54      | Hillary Bor 8 min 18 s 83    |
| 20 km marche                 | Emmanuel Corvera 1 h 26 min 43 s 04 | Nick Christie 1 h 26 min 49 s 17   | John Nunn 1 h 27 min 06 s 82 |
| 110 m haies Vent : - 1,7 m/s | Aleec Harris 13 s 24                | Aries Merritt 13 s 31              | Devon Allen 13 s 34          |
| 400 m haies                  | Eric Futch 48 s 18                  | Michael Stigler 48 s 26            | TJ Holmes 48 s 44            |
| Saut en hauteur              | Bryan McBride 2,30 m                | Ricky Robertson 2,30 m             | Erik Kynard 2,27 m           |
| Saut à la perche             | Sam Kendricks 6,00 m                | Andrew Irwin 5,75 m                | Chris Nilsen 5,75 m          |
| Saut en longueur             | Jarrion Lawson 8.49 m w             | Marquis Dendy 8.39 m w             | Damarcus Simpson 8.36 m w    |
| Triple saut                  | Will Claye 17,91 m                  | Chris Benard 17,48 m               | Donald Scott 17,25 m         |
| Poids                        | Ryan Crouser 22,65 m (WL)           | Joe Kovacs 22,35 m                 | Ryan Whiting 21,54 m         |
| Disque                       | Mason Finley 63,03 m                | Andrew Evans 62,57 m               | Rodney Brown 60,87 m         |
| Marteau                      | Alex Young 73,75 m                  | Johnnie Jackson 71,69 m            | Sean Donnelly 70,30 m        |
| Javelot                      | Riley Dolezal 81,77 m               | Cyrus Hostetler 79,71 m            | Michael Shuey 77,94 m        |
| Décathlon                    | Trey Hardee 8 225 pts               | Zach Ziemek 8 155 pts              | Devon Williams 8 131 pts     |

### Femmes
| Épreuves                     | Or                                     | Argent                              | Bronze                            |
| 100 m Vent : + 0,3 m/s       | Tori Bowie 10 s 94                     | Deajah Stevens 11 s 08              | Ariana Washington 11 s 10         |
| 200 m Vent : - 2,5 m/s       | Deajah Stevens 22 s 30                 | Kimberlyn Duncan 22 s 59            | Tori Bowie 22 s 60                |
| 400 m                        | Quanera Hayes 49 s 72                  | Phyllis Francis 49 s 96             | Kendall Ellis 50 s 00             |
| 800 m                        | Ajee Wilson 1 min 57 s 78              | Charlene Lipsey 1 min 58 s 01       | Brenda Martinez 1 min 58 s 46     |
| 1 500 m                      | Jennifer Simpson 4 min 06 s 33         | Kate Grace 4 min 06 s 95            | Sara Vaughn 4 min 07 s 85         |
| 5 000 m                      | Shelby Houlihan 15 min 13 s 87         | Shannon Rowbury 15 min 14 s 08      | Molly Huddle 15 min 15 s 29       |
| 10 000 m                     | Molly Huddle 31 min 19 s 86            | Emily Infeld 31 min 22 s 67         | Emily Sisson 31 min 25 s 64       |
| 3 000 m steeple              | Emma Coburn 9 min 20 s 28              | Courtney Frerichs 9 min 22 s 23     | Colleen Quigley 9 min 25 s 40     |
| 20 km marche                 | Maria Michta-Coffey 1 h 33 min 19 s 61 | Miranda Melville 1 h 36 min 59 s 09 | Robyn Stevens 1 h 38 min 34 s 54  |
| 100 m haies Vent : - 1,7 m/s | Kendra Harrison 12 s 60                | Nia Ali 12 s 68                     | Christina Manning 12 s 70         |
| 400 m haies                  | Dalilah Muhammad 52 s 64 (WL)          | Shamier Little 52 s 75              | Kori Carter 52 s 95               |
| Saut en hauteur              | Vashti Cunningham 1,99 m (AJR)         | Liz Patterson 1,91 m                | Inika Mcpherson 1,91 m            |
| Saut à la perche             | Sandi Morris 4,80 m                    | Jenn Suhr 4,65 m                    | Emily Grove Morgann LeLeux 4,55 m |
| Saut en longueur             | Tianna Bartoletta 7,05 m               | Brittney Reese 6,98 m               | Shakeela Saunders 6,92 m          |
| Triple saut                  | Keturah Orji 14,26 m                   | Tori Franklin 13,80 m               | Andrea Geubelle 13,62 m           |
| Poids                        | Raven Saunders 19,76 m                 | Dani Bunch 19,64 m                  | Michelle Carter 19,34 m           |
| Disque                       | Gia Lewis-Smallwood 62,65 m            | Whitney Ashley 62,20 m              | Valarie Allman 57,93 m            |
| Marteau                      | Gwen Berry 74,77 m                     | Maggie Ewen 74,56 m                 | DeAnna Price 74,06 m              |
| Javelot                      | Kara Winger 62,80 m                    | Ariana Ince 58,32 m                 | Rebekah Wales 55,28 m             |
| Heptathlon                   | Kendell Williams 6 564 pts             | Erica Bougard 6 557 pts             | Sharon Day-Monroe 6 421 pts       |